# Ouragan Isabel
Vous lisez un « article de qualité » labellisé en 2007.
Cet article traite de l'Ouragan Isabel de 2003. Il y a également eu une tempête tropicale Isabel en 1985, qui n'est pas documentée dans cet article.
L'ouragan Isabel est la tempête ayant fait le plus de victimes et de dégâts matériels au cours de la saison 2003. Il a été, cette année-là, la neuvième tempête tropicale à se développer, le cinquième ouragan nommé et le second en intensité.
Isabel s'est développé à partir d'une onde tropicale le 6 septembre dans la région des tropiques de l'Atlantique nord. Il se déplaça vers le nord-ouest dans un flux d'altitude avec faible cisaillement et dans des eaux chaudes, s'intensifiant graduellement pour atteindre des vents avec des pointes de 270 km/h le 11 septembre. Lors des quatre journées qui suivirent, il fluctua en intensité puis commença à perdre de la vigueur lorsqu'il toucha terre dans les Outer Banks de Caroline du Nord le 18 septembre. Ses vents étaient alors à 165 km/h. En atteignant la côte, il perdit rapidement d'intensité et devint un cyclone extratropical quand il toucha la Pennsylvanie le lendemain. L'onde de tempête accompagnant Isabel inonda l'Île Hatteras et creusa un chenal à travers celle-ci, maintenant connu comme le canal Isabel.
Des dommages importants furent signalés tout au long de la côte Est américaine et jusqu'à l'intérieur de terres en Virginie-Occidentale. Environ 6 millions de personnes furent privées d'électricité dans l'Est des États-Unis, les lignes électriques ayant été rompues par les vents. Les fortes accumulations de pluie s'étendirent de la Caroline du Sud au Maine et de la côte au Michigan. Le total des dommages s'éleva à environ 3,6 milliards $US (de 2003) et on dénombra 16 morts directement causés par la tempête dans 7 États, en plus de 35 morts indirectes dans six États américains et dans la province d'Ontario (Canada). 64 % des dommages et 68 % des morts eurent lieu en Virginie et en Caroline du Nord. Les dommages les plus spectaculaires furent signalés dans les Outer Banks où des milliers de maisons furent détruites ou endommagées. Les pires effets d'Isabel se sont cependant produits en Virginie qui déplora le plus de victimes et de pertes matérielles.

## Évolution météorologique
Une onde tropicale s'est détachée au large des côtes africaines le1er septembre et une dépression s'est formée à partir de celle-ci. Le mouvement vers l'ouest fut d'abord lent et les nuages convectifs commencèrent à s'organiser le lendemain. Le 3 septembre, le système dépressionnaire sembla se désorganiser en passant les îles du Cap-Vert mais reprit de la vigueur le 4 septembre et les jours suivants. La technique de Dvorak de prévision a commencé à être appliquée dès le 5 septembre et donnait une circulation fermée pour le lendemain ce qui prédisait la formation de la Dépression tropicale numéro 13. Seulement quelques heures après son apparition, elle atteignait le stade de Tempête tropicale Isabel le 6 septembre. Le National Hurricane Center commença à émettre des avis pour cette tempête 13 heures après son développement.
Se développant dans une région de l'atmosphère ayant un faible cisaillement des vents et des eaux très chaudes, les orages s'organisent rapidement en spirales autour du centre d'Isabel. La tempête devint un ouragan le 7 septembre à la suite de la formation d'un œil central étendu mais irrégulier, ce dernier se trouvant près de la convection la plus intense. L'œil devint de plus en plus défini à mesure que les orages et leurs rafales descendantes s'organisaient et la convection profonde forma bientôt un mur de 64 km de diamètre.

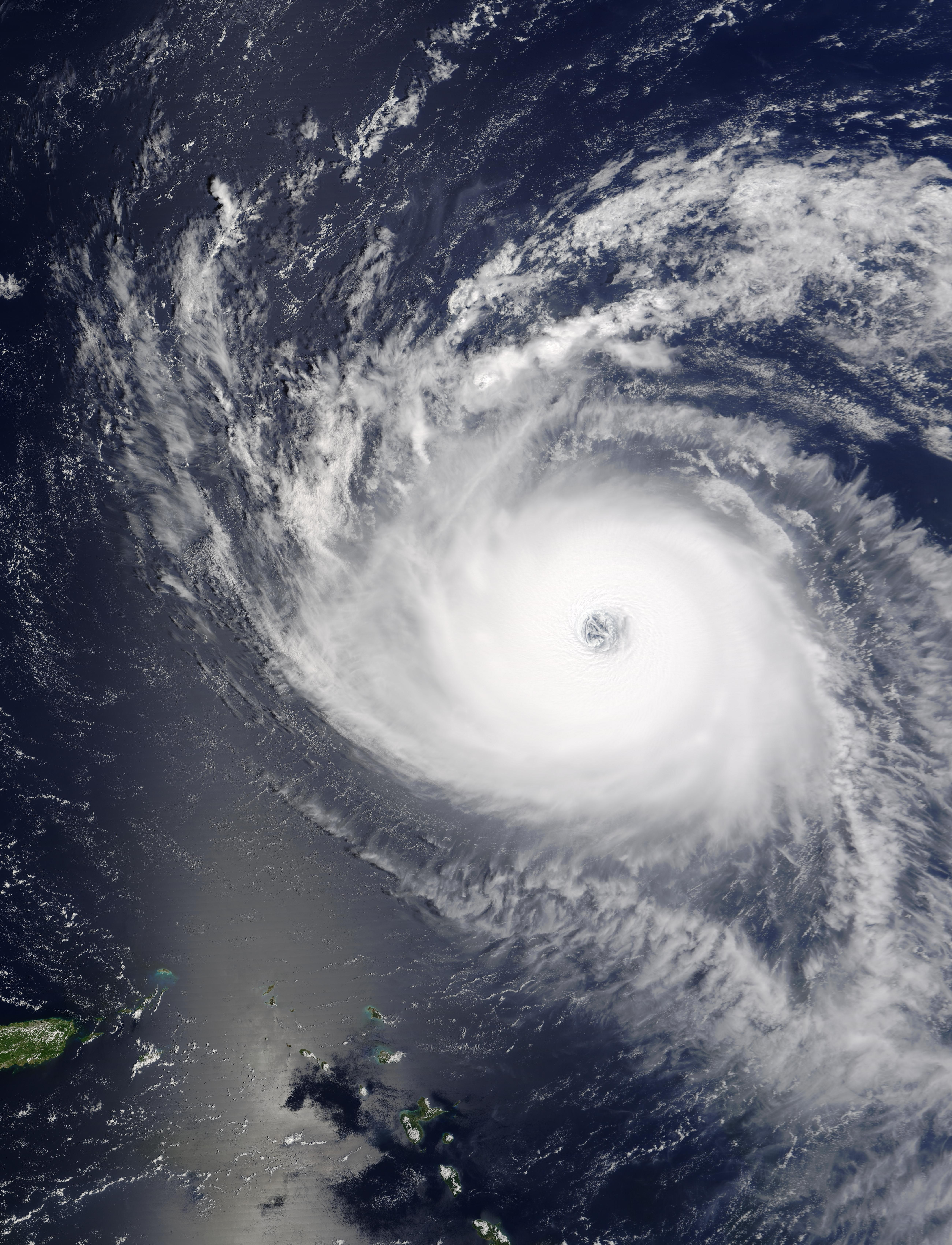
L'ouragan Isabel le 12 septembre 2003 alors qu'il était de catégorie 5

Isabel atteignit la force d'un ouragan majeur le 8 septembre alors qu'il se trouvait à 2 100 km à l'est-nord-est de Barbuda. Le lendemain, il donnait des rafales soutenues de 215 km/h durant 24 heures, soit un cyclone tropical de catégorie 4 sur l'échelle de Saffir-Simpson.
Tôt le 10 septembre, le mur de l'œil devint moins bien défini, quand les orages y devinrent moins bien organisés et quand le flux en sortant vers le nord-est devint plus restreint. Il en résulta qu'Isabel faiblit légèrement, devenant de catégorie 3. Sa trajectoire s'incurva également vers l'ouest, déviée par la circulation de l'anticyclone des Açores. Plus tard dans la journée, Isabel reprit de la vigueur pour remonter à la catégorie 4 quand la convection s'approfondit près du mur de l’œil de mieux en mieux organisé.
L'ouragan continua de s'intensifier et atteignit son maximum avec des vents de 270 km/h le 11 septembre. Il était alors de catégorie 5 dans l'échelle de Saffir-Simpson. Même si l'ouragan effectua un cycle de renouvellement du mur de l'œil et que cela le fit faiblir légèrement, il garda sa classification de catégorie 5 durant 24 heures.
Lors d'un autre cycle de renouvellement, le flux sortant des orages se dégrada et la convection faiblit et tôt le 13 septembre, Isabel diminua en catégorie 4 supérieure. Une faiblesse dans la crête barométrique au nord du système lui permit de virer vers l'ouest-nord-ouest. À la fin du cycle, l'œil mesurait 65 km de diamètre et redevint bien défini. Tard en journée, l'ouragan retourna à la catégorie 5. Une sonde lâchée d'un avion de reconnaissance dans la tempête a donné un vent instantané de 373 km/h, le record de vitesse instantanée pour un ouragan atlantique
Le sommet des nuages se réchauffa quelque temps après, conduisant à un nouvel affaiblissement de l'ouragan en catégorie 4 supérieure tôt le 14 septembre. Plus tard en journée, Isabel se réorganisa et revint pour la troisième fois dans la catégorie 5 en passant à 650 km au nord de San Juan (Porto Rico). Cependant, un nouveau réchauffement des sommets autour du centre de la tempête le ramena en catégorie 4 tôt le 15 septembre et plus tard ce jour-là la convection profonde au centre de l'ouragan commença à se détériorer pendant que les contours de l'œil devinrent plus diffus.
Une crête barométrique, au nord-ouest d'Isabel, s'intensifiait vers le sud-est. Elle décéléra l'ouragan et le força à tourner vers le nord-nord-ouest. De plus, l'augmentation du cisaillement vertical des vents contribua à son affaiblissement vers la catégorie 2 le 16 septembre lorsqu'il se trouvait 1 035 km au sud-est du Cap Hatteras, Caroline du Nord. La convection demeura minimale ensuite même si le flux sortant était bien organisé de telle sorte qu'il demeura à cette intensité durant 2 jours, soit jusqu'à ce qu'il touche terre entre Cape Lookout et l'île d’Ocracoke, dans les Outer Banks, le 18 septembre. Isabel avait alors des vents de 165 km/h.
Même avec l'affaiblissement dû à la friction, Isabel demeura un ouragan jusque tôt le 19 septembre quand il arriva dans l'ouest de la Virginie. Cela est principalement dû à son mouvement rapide. Après être passé à travers la Virginie-Occidentale en tant que tempête tropicale, la tempête se transforma en cyclone extratropical sur l'ouest de la Pennsylvanie. Plus tard ce jour-là, il traversa le lac Érié vers le Canada. Il fut alors absorbé par une plus importante dépression dans le district de Cochrane, près de la baie James, en Ontario.

## Préparations

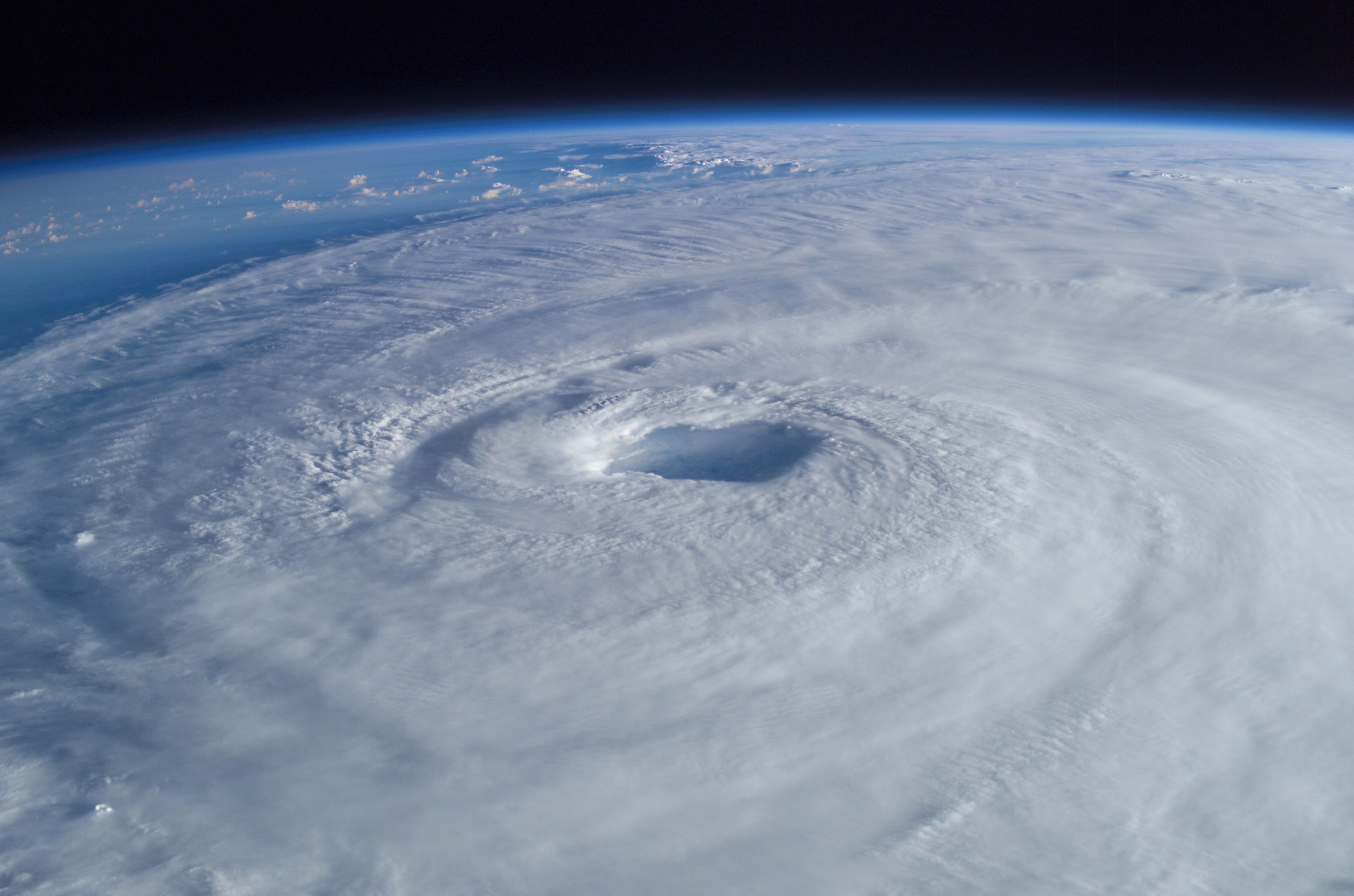
L'ouragan Isabel vu de la Station spatiale internationale

Cinquante heures avant l'arrivée d'Isabel, le National Hurricane Center émettait une veille d'ouragan pour la côte entre Little River (Caroline du Sud) et Chincoteague (Virginie), incluant les lagons de Pamlico Sound et d'Albemarle Sound en Caroline du Nord ainsi que le sud de la baie de Chesapeake. La zone de veille pour vents de tempête tropicale, la zone tampon après celle d'ouragan, allait au nord jusqu'à Little Egg Inlet (New Jersey) et au sud jusqu'à l'embouchure du fleuve Santee (Caroline du Sud).
Les alertes d'ouragan et de tempêtes tropicales ont graduellement été émises pour des portions de la côte atlantique des États-Unis. Au moment de l'arrivée d'Isabel, on retrouvait une alerte de tempêtes tropicales de Chincoteague (Virginie) à Fire Island (New York) et du cap Fear (Caroline du Nord) à l'embouchure du fleuve Santee (Caroline du Sud). Entre ces deux zones, l'alerte à l'ouragan était en vigueur. La prévision de la trajectoire s'est avérée excellente avec la prévision à trois jours de son arrivée ayant seulement 58 km d'erreur sur la trajectoire et celle à 48 heures n'ayant que 29 km. L'Hydrometeorological Prediction Center et les bureaux locaux du National Weather Service prirent le relais du NHC dans l'émission des alertes de temps violent après que l'ouragan Isabel fut entré dans les terres.
Les autorités ont émis un ordre d'évacuation obligatoire pour 24 comtés de Caroline du Nord, de Virginie et du Maryland mais peu de gens de ces régions ont obtempéré. Selon le United States Department of Commerce (ministère du commerce des États-Unis), 45 % des gens des Outer Banks, 23 % de ceux autour du Pamlico Sound, 23 % de ceux en Virginie et 15 % de ceux du Maryland ont évacué. La menace d'Isabel a quand même fait fuir des centaines de milliers de résidents, surtout en Caroline du Nord et en Virginie. Plus de 12 000 résidents ont utilisé les centres d'hébergements mis à leur disposition.
Dix-neuf aéroports majeurs le long de la côte Est des États-Unis furent fermés et plus de 1 500 vols furent annulés. Le service du métro et des autobus de Washington DC fut interrompu ainsi que presque tous les trains d'Amtrak au sud de la capitale nationale. Les écoles, bureaux et commerces dans la zone en alerte fermèrent leurs portes en préparation de l'arrivée d'Isabel. Les quincailleries et magasins de matériaux de construction firent des affaires en or en vendant des contreplaqués, des lampes de poches, des piles et des générateurs portatifs en prévision de la tempête. Les bureaux du gouvernement fédéral américain étaient fermés à l'exception du personnel d'urgence. La United States Navy a ordonné à 40 navires et sous-marins, ainsi qu'à des douzaines d'avions de s'éloigner des bases navales autour de Norfolk (Virginie).
De son côté, le Centre canadien de prévision d'ouragan avait commencé dès le 14 septembre, en coordination avec le NHC, à émettre des bulletins de prévision pour les secteurs du Canada qui étaient potentiellement menacés par la tempête. On craignait alors qu'Isabel se comporte comme l'ouragan Hazel de 1954 ce qui attira l'attention des médias. En effet, Hazel avait causé des inondations importantes en Ontario et on craignait une répétition avec Isabel, son centre devant passer sur le sud de l'Ontario en tant que cyclone en transition extropicale avant de se diriger vers le nord du Québec.
À l'instar du National Weather Service américain, le Service météorologique du Canada a dépêché un avion de recherche vers le cyclone pour mieux connaître ce qui se passait dans ce type de système météorologique. C'était la troisième fois que le SMC avait l'occasion d'étudier les restants d'un ouragan. Les vents devaient dépasser originellement les 64 km/h mais les prévisions suivantes montrèrent que le système serait déjà devenu une dépression extropicale lors de son entrée sur le territoire canadien et se fusionnerait avec une autre dépression venant de l'ouest. Le 18 septembre, le Centre de prévision des intempéries de la région de l'Ontario émit des avertissements de pluie abondante et de vents violents pour certains secteurs du sud de la province, ainsi qu'un avertissement maritime de vents de tempête pour les lacs Érié et Ontario. Ces avertissements furent étendus vers le nord de l'Ontario, une partie du fleuve Saint-Laurent et la Baie Georgienne un peu plus tard,. La plupart de ces avertissements furent annulés quand les restants d'Isabel se firent plus faibles.

## Impacts
| Région               | Morts   | Morts     | Dommages ($US de 2003) |
| Région               | Directs | Indirects | Dommages ($US de 2003) |
| -------------------- | ------- | --------- | ---------------------- |
| Floride              | 1       | 0         | 0                      |
| Caroline du Nord     | 1       | 2         | 450 millions $         |
| Virginie             | 10      | 22        | 1,85 milliard $        |
| Virginie-Occidentale | 0       | 0         | 20 millions $          |
| Washington, D.C.     | 0       | 1         | 125 millions $         |
| Maryland             | 1       | 6         | 820 millions $         |
| Delaware             | 0       | 0         | 40 millions $          |
| Pennsylvanie         | 0       | 2         | 160 millions $         |
| New Jersey           | 1       | 1         | 50 millions $          |
| New York             | 1       | 0         | 90 millions $          |
| Rhode Island         | 1       | 0         | 0                      |
| Ontario              | 0       | 1         | ?                      |
| Total                | 16      | 35        | 3,6 milliards $        |

Ce fut le premier ouragan à frapper les États du centre et du sud de la côte atlantique des États-Unis depuis l'ouragan Floyd en septembre 1999. Plus de 60 millions de personnes furent affectées à un niveau ou un autre, un nombre similaire à celui de Floyd. Les gouverneurs des États de Pennsylvanie, Virginie-Occidentale, Maryland, New Jersey et Delaware ont déclaré l'état d'urgence.
Les dommages les plus importants ont été causés par les inondations, en particulier en Virginie où elles furent les pires depuis l'ouragan Agnes en 1972. Les vents violents d'Isabel s'étendirent de la Caroline du Nord à la Nouvelle-Angleterre et de la côte à la Virginie-Occidentale. Combinés avec la pluie abondante qui amollit les sols, ils abattirent de nombreux arbres et lignes électriques le long de la trajectoire de la tempête, privant environ 6 millions d'usagers, d'électricité. Les régions côtières subirent en plus des vents, des vagues énormes et une onde de tempête, ce qui causa des dommages importants dans plusieurs secteurs de l'Est de la Caroline du Nord et du sud-est de la Virginie. Les dégâts totaux causés par Isabel sont estimés à 3,6 milliards $US (de 2003) et on a signalé 47 morts dont 16 directement imputables au phénomène.

### Antilles et sud-est des États-Unis
Des vagues puissantes et la houle ont affecté les côtes nord des Grandes Antilles et les Bahamas. En général, les Bahamas brisent la houle des ouragans passant au large avant qu'elle n'atteigne le sud-est de la Floride, mais ce ne fut pas le cas avec Isabel. Une combinaison de sa trajectoire, vitesse de déplacement et intensité a permis à une forte houle de traverser le détroit de Providence (Bahamas) et d'atteindre une étroite bande de 16 km de long du sud-est de la Floride, y creusant des vagues jusqu'à 4,3 m de hauteur à Delray Beach. Ces vagues renversèrent un bateau causant 2 blessés à Boynton Beach, un nageur dû être secouru à Juno Beach et on a rapporté une érosion mineure dans le comté de Palm Beach.
Dans le nord de la Floride, des vagues jusqu'à 4,5 m de hauteur à Flagler Beach forcèrent la fermeture du quai à cause de planches emportées. Un nageur s'est noyé et six autres ont dû être secourus sur une plage non surveillée du comté de Nassau, alors qu'ils étaient emportés par le courant. Les plages furent plus tard interdites à cause des conditions de la mer. Dans le nord-est de la Caroline du Sud, des bandes externes de pluie d'Isabel étaient accompagnées de vents forts jusqu'à 72 km/h à Myrtle Beach. Les accumulations légères, donnèrent 34 mm à Loris, et aucun dommage significatif ne fut signalé dans l'État.

### Caroline du Nord

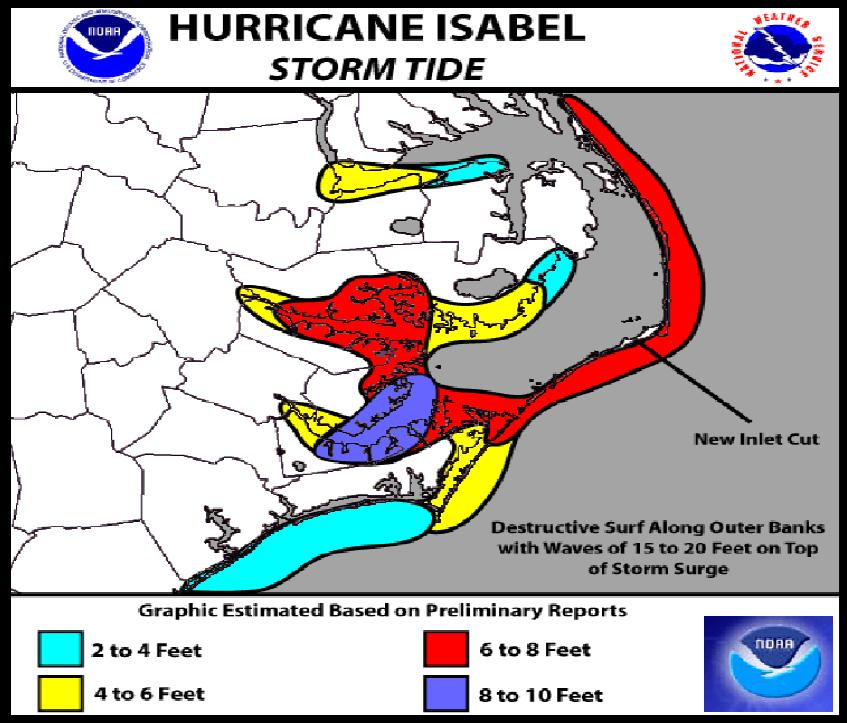
La hauteur de l'onde de tempête en Caroline du Nord (un pied égale 30 cm)

Isabel frappa directement l'Est de la Caroline du Sud y faisant des dommages importants se montant à 450 millions $US de 2003. La région la plus touchée fut celle du comté de Dare que la mer inonda et dont les vents violents endommagèrent des milliers de maisons. Les vagues de 4,5 à 6 m, l'onde de tempête de 1,8 à 2,4 m coupa l'île Hatteras en deux, créant un chenal de 600 m de large et 3 m de profondeur qui prit le nom, non officiel, de Isabel Inlet. Ce dernier coupa la route et tous les services ce qui isola le village d'Hatteras durant deux mois.

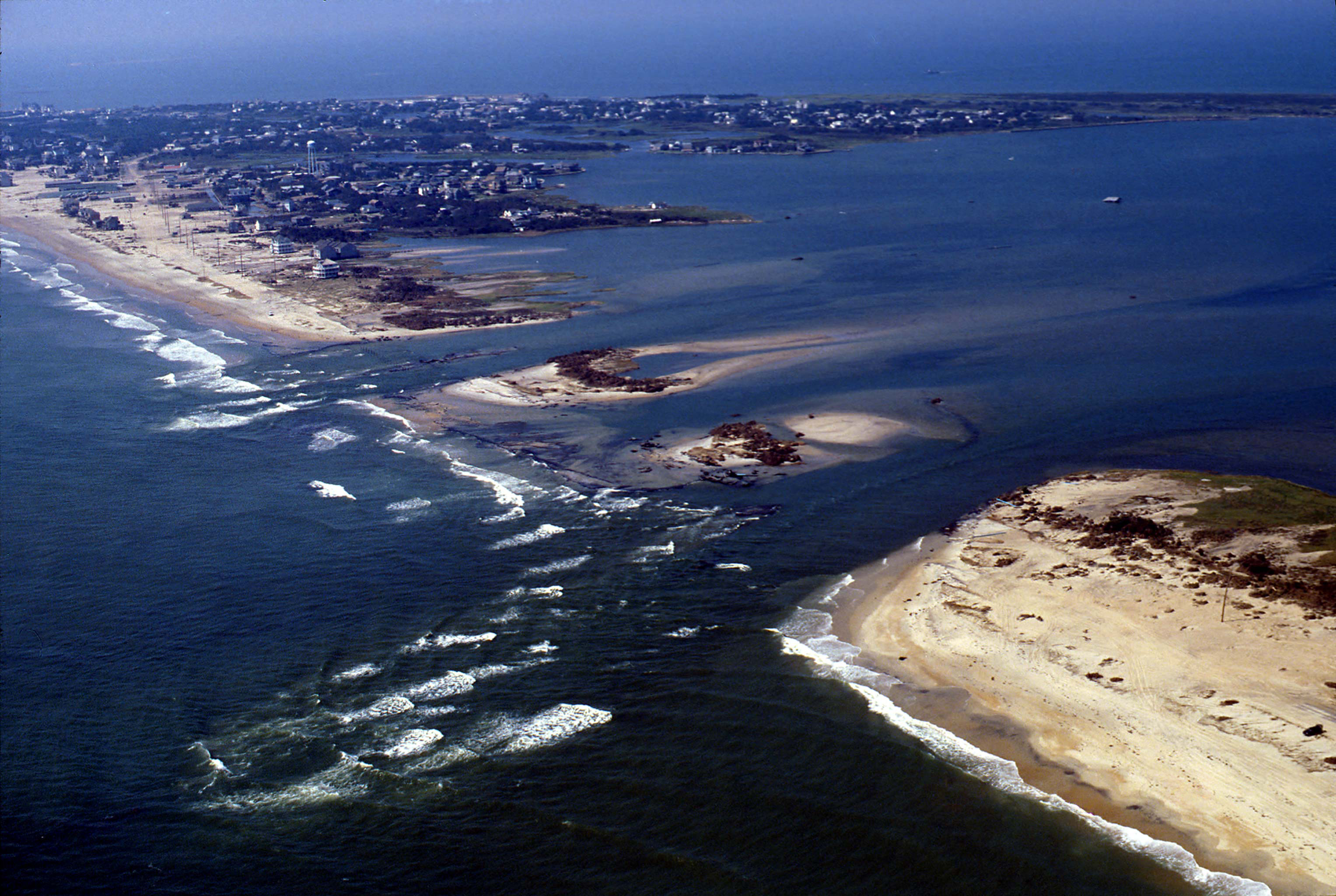
Dommages aux Outer Banks après le passage d'Isabel (US Geological Survey)

Les vents abattirent des centaines d'arbres à travers la Caroline du Nord ce qui produisit des coupures de courant lorsqu'ils tombèrent sur les fils électriques. Ainsi 700 000 résidents furent privés d'électricité durant quelques jours. L'ouragan tua directement une personne et deux indirectement dans cet état.

### De la Virginie au Delaware

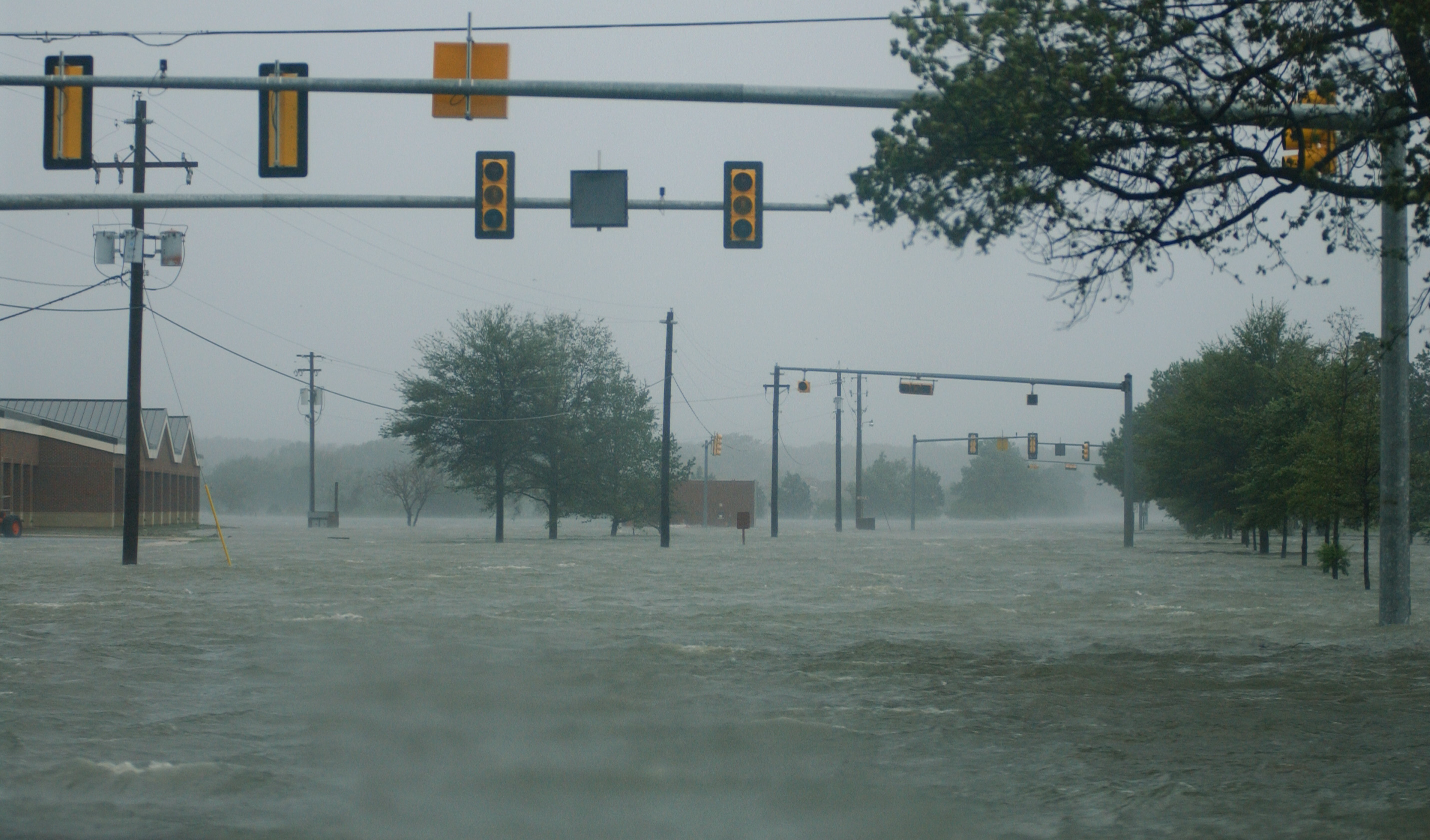
Inondation à la base aérienne de Langley, Hampton (Virginie)

En Virginie, les vents affectèrent tout l'État, cassant des centaines d'arbres et privant 1,8 million de personnes de courant. L'onde de tempête affecta surtout le sud-est avec une hauteur maximale de 2,7 m à Richmond sur la rivière James. Elle endommagea nombre de maisons le long de la côte et des rivières. À l'intérieur des terres, la pluie abondante (jusqu'à 513 mm dans la partie amont de la vallée de Sherando) causa des inondations. Isabel fut parmi les cyclones tropicaux les plus dévastateurs à avoir frappé l'État, laissant 1,85 milliard $US (2003) de dommages et tuant 32 personnes (10 directement et 22 indirectement).
Environ 1,24 million de résidents du Maryland et de Washington, D.C. furent privés d'électricité mais le pire fut causé par l'onde de tempête qui inonda la côte et éroda de larges portions des plages. Dans l'Est du Maryland, des centaines de bâtisses furent endommagées ou détruites, surtout dans le comté de Queen Anne, par la marée. Des milliers de foyers furent inondés également à Baltimore et Annapolis. À Washington, ce fut surtout les vents qui causèrent des dommages. Dans le Maryland et Washington, on totalise 700 millions $US (2003) de pertes et une noyade,,,.
Dans le Delaware, les inondations causées quelques jours auparavant par la tempête tropicale Henri s'additionnèrent aux effets d'Isabel. Les vents modérés à forts (100 km/h à Lewes) abattirent de nombreuses branches, arbres et lignes électriques à travers l'État, coupant le courant d'au moins 15 300 résidents. Plusieurs basses terres furent inondées à cause des vagues, de l'onde de tempête et du ruissellement des pluies. Le total des dommages se monta à 40 millions $US (2003) mais heureusement aucune victime ne fut signalée.

### Nord-Est

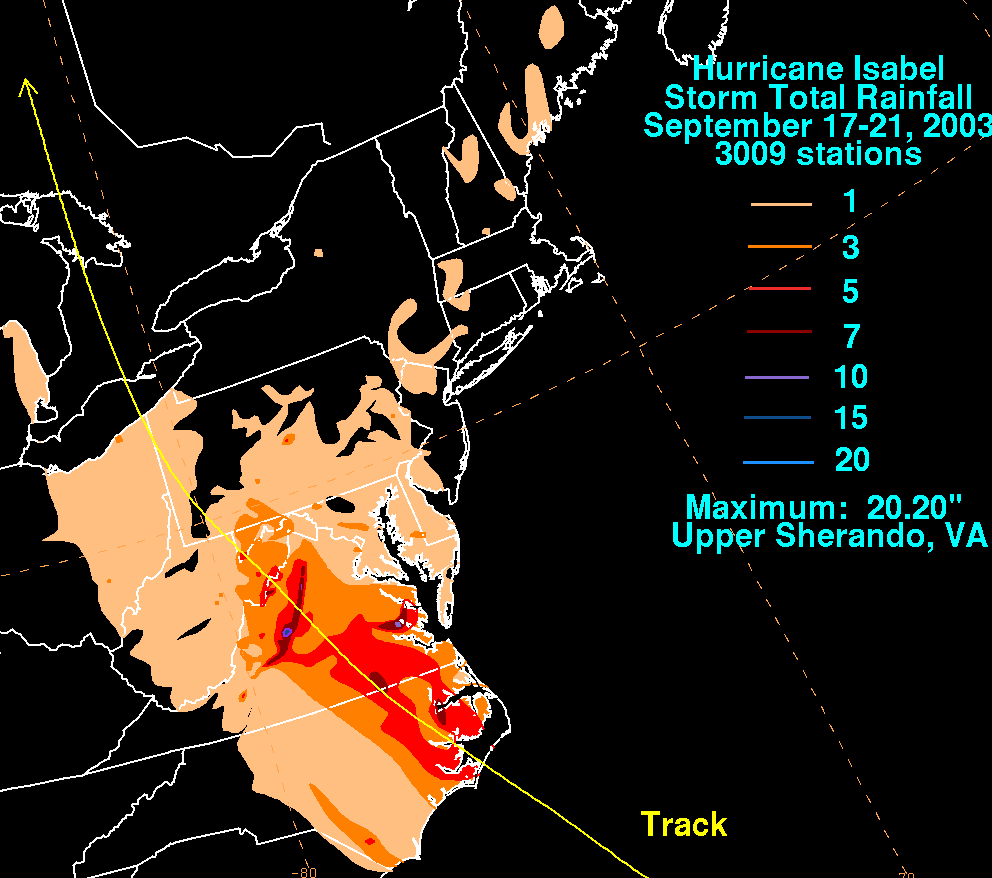
Totaux de précipitations dus à Isabel en pouces (25.4 mm par pouce)

Isabel est passée à 350 km au sud-est du New Jersey mais ses vents y ont quand même atteint la force de tempête tropicale abattant des centaines d'arbres et de lignes électriques. Une personne a été tuée par la chute d'un arbre et une autre par les vagues associées à l'onde de tempête. Au moins 50 lieux rapportèrent une érosion sur les plages et les dommages se montèrent à 50 millions $US (2003),,.
En Pennsylvanie, on rapporta 160 millions $US (2003) de dommages et deux morts indirectes dont une personne morte par inhalation de monoxyde de carbone à cause d'une mauvaise installation d'un générateur électrique. Les vents ont laissé 1,4 million d'abonnés sans courant et des douzaines de maisons et d'autos ont été endommagées par des chutes d'arbres,,.
À l'extrême limite nord-est de l'influence d'Isabel, l'État de New York enregistra des dommages pour 90 millions $US (2003) et le Vermont, 100,000 $US,,,,,. La chute des arbres a causé quelques pannes de courant et deux personnes sont mortes emportées par les fortes vagues.

### Midwest
Isabel poursuivant son chemin vers les Grands Lacs, affecta la vallée de la rivière Ohio et le Midwest américain. En Virginie-Occidentale, une combinaison de pluies torrentielles rendant, le sol meuble, et des vents de 50 à 60 km/h, abattirent des milliers d'arbres. Ces derniers endommagèrent des maisons et coupèrent le courant à 1,4 million de clients. Les pluies ont également causé des inondations dans la portion Est de l'État. Les dommages s'élevèrent à 20 millions $US (2003),.
La moitié Est de l'Ohio reçu jusqu'à 75 mm de pluie. Les précipitations devinrent plus faibles dans l'est du Michigan avec seulement 39 mm à Mount Clemens mais les accumulations sur le radar météorologique donnent une estimation de 64 mm dans le comté de St. Clair englobant la ville de Détroit. Aucun dommage ne fut cependant signalé au Michigan.

### Canada

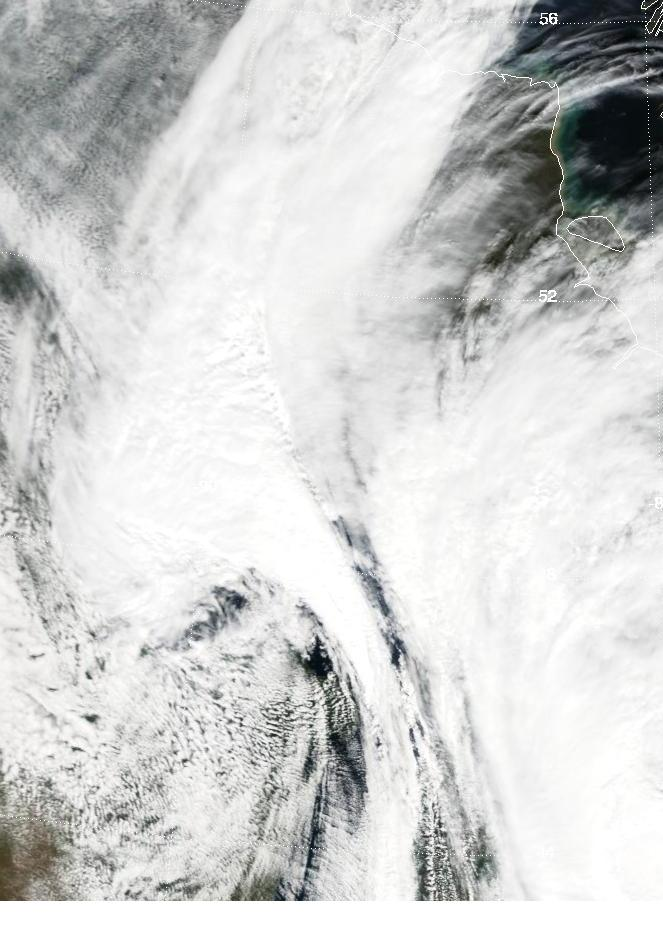
Transition extratropicale d'Isabel

Malgré les craintes d'une répétition des dommages de l'ouragan Hazel de 1954, Isabel s'était suffisamment amoindrie pour que l'impact sur le Canada fut assez minime. Le fort gradient de pressions entre l'ouragan et un anticyclone sur l'est du pays a cependant donné des coups de vent, des Maritimes aux Grands Lacs. Une bouée sur le lac Ontario a rapporté, par exemple, des vents de 78 km/h. Sur terre, plusieurs stations ont signalé des vents de 55 km/h à 75 km/h avec une rafale maximale de 81 km/h à Port Colborne (Ontario).
Ces vents donnèrent une houle d'intensité modérée qui atteignit la côte de la Nouvelle-Écosse, particulièrement celle faisant face au golfe du Maine (2 à 3 m avait été prévu). En Ontario, la zone la plus affectée, le lac Érié, connut une mer de 4 m dans sa portion occidentale ce qui causa certains débordements dans les rues riveraines de la ville d'Hamilton. Les vents abattirent également des arbres dans le sud-ouest de la province, causant des pannes électriques.
La pluie débuta sur le sud de l'Ontario tôt le 19 septembre et laissa des accumulations légères à modérées. On rapporte 53,4 mm à Pointe-Pelée, 46 mm à Sarnia et 33,2 mm à l'aéroport international Pearson de Toronto. La majeure partie des pluies est tombée à l'ouest de la trajectoire d'Isabel causant quelques inondations.
Finalement, on rapporte un décès dans un accident de la route lors du passage d'Isabel.

## Épilogue

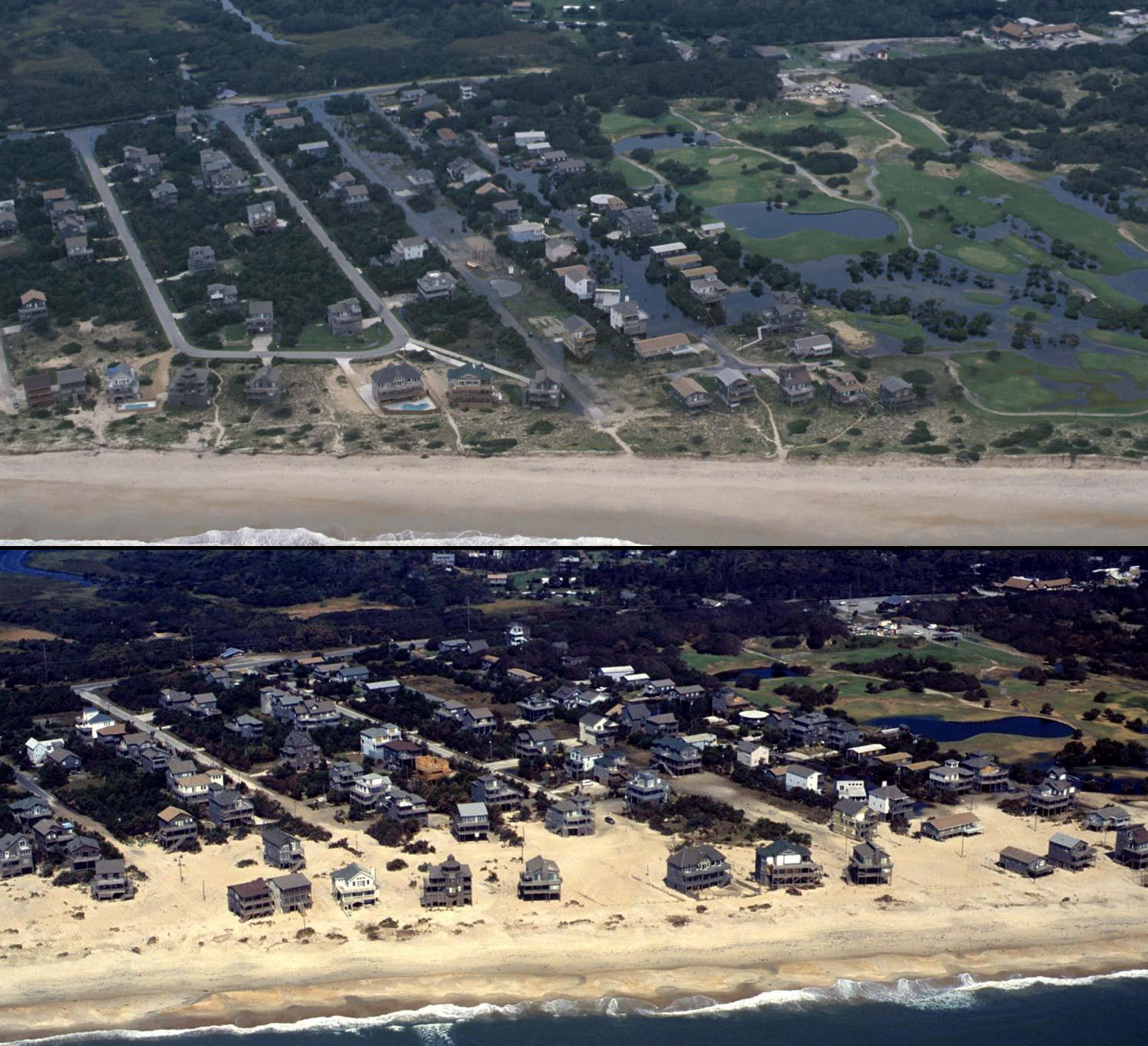
Île Hatteras avant et après Isabel

Environ une semaine après le passage d'Isabel, le président américain, George W. Bush, déclara zones sinistrées 36 comtés de Caroline du Nord, 77 comtés de Virginie, tout l'État du Maryland, les trois comtés du Delaware et six comtés de la Virginie-Occidentale. Cette déclaration permit au gouvernement fédéral américain de débloquer des fonds pour la reconstruction et l'aide aux victimes de 516 millions $US (de 2003) dont la plus grande partie se retrouva en Caroline du Nord et en Virginie. Plus de 166 000 résidents firent une demande et 117 millions $US (2003) furent utilisés pour l'aide temporaire au logement et aux réparations urgentes des habitations. 50 000 commerces établirent une demande de prêt pour petites entreprises et 178 millions $US (2003) furent accordés. 40 000 personnes eurent recours aux centres d'aide aux sinistrés afin d'obtenir une information sur les programmes d'aide,,,,.
En Caroline du Nord, des centaines de résidents furent coupés de la terre ferme sur l'Île d'Hatteras après l'ouverture du chenal Isabel (Isabel Inlet). Seuls les résidents avaient accès aux Outer Banks durant les deux premières semaines qui suivirent la tempête, le piètre état de la route forçant les autorités à interdire l'accès aux visiteurs du Parc national. Quand ces derniers eurent l'autorisation d'y accéder, ils durent marcher sur 1,6 km afin de voir le nouveau chenal. On songea d'abord à construire un pont ou à établir un bac pour relier les deux côtés du chenal mais on opta finalement par le remplissage du chenal par du sable. Les géologues étaient opposés à cette solution, faisant valoir que l'évolution des Outer Banks, une longue barre de sable, est liée au passage des ouragans qui forment et déforment les îles qui la compose. Les opérations de comblement débutèrent le 17 octobre 2003, environ un mois après Isabel, avec du sable provenant du chenal du bac du sud-ouest de l'île, afin de minimiser l'impact du la végétation aquatique. De plus, ce chenal avait été en partie rempli par l'ouragan ce qui revenait un peu à la situation antérieure. Le 22 novembre, la route numéro 12 à travers les îles était rouverte, en même temps que le bac entre Hatteras et Ocracoke
Des ouvriers des compagnies de distribution d'électricité de différents États américains et du Canada sont venus prêter main-forte à ceux des États touchés afin de rétablir le courant le plus tôt possible. En particulier, Hydro-Québec envoya 
25 équipes dans la région de Newark ,.
Le nom Isabel fut officiellement retiré de la liste des noms potentiels pour un ouragan de l'Atlantique après la saison 2003. Il fut remplacé par Ida pour la liste de la saison 2009 mais les noms Ina et Ivy ont également été suggérés.

## Notoriété et retrait
Isabel est un des sept ouragans capverdiens à frapper les États-Unis continentaux et ayant reçu un nom avant de passer à l’ouest de 35° Ouest. Les autres sont : Donna en 1960, Gloria en 1985, Ouragan Hugo en 1989, Georges en 1998, Ivan en 2004 et Irma en 2017.

### Source
- (en) Cet article est partiellement ou en totalité issu de l’article de Wikipédia en anglais intitulé « Hurricane Isabel » (voir la liste des auteurs).

| A | 2 | B | C | D | 6 | 7 | E | 9 | F | G | H | I | 14 | J | K | L | M | N | O | P |

| D | T | 1 | 2 | 3 | 4 | 5 |